# Rockpolitik
(Frase che introduceva la sigla della trasmissione)
Rockpolitik è stato un programma televisivo italiano ideato e condotto da Adriano Celentano, in onda in prima serata su Rai 1 per quattro puntate, dal 20 ottobre al 10 novembre 2005.

## Il programma
Lo spettacolo era incentrato sulla politica ed ha lanciato il tormentone rock/lento.  Le quattro puntate hanno ottenuto la media del 48% di ascolto, grazie anche alla partecipazione di ospiti di notevole spessore. Ad affiancare il cantautore milanese ci furono l'attrice Luisa Ranieri e i comici Antonio Cornacchione (nelle parodie del ''povero Silvio'') e Maurizio Crozza.
Ciò che caratterizzò tutta la produzione fu la totale carta bianca che la Rai diede a Celentano. Quest'ultimo non solo non fu sottoposto ad alcun tipo di censura, ma neanche ad alcun tipo di controllo editoriale da parte dell'azienda, quindi nessuno tranne lui e i suoi collaboratori (e il pubblico presente in studio durante le registrazioni) era a conoscenza del contenuto trasmesso nelle quattro serate. Il clima di attesa e di preoccupazione era tale che l'allora direttore di Rai 1, Fabrizio Del Noce, minacciò di autosospendersi dall'incarico per tutta la durata della trasmissione.

## Ospiti

### Prima puntata
- Gérard Depardieu
- Luciano Ligabue
- Negrita
- Michele Santoro

### Seconda puntata
- Roberto Benigni
- Eros Ramazzotti
- Valentino Rossi
- Sud Sound System

### Terza puntata
- Teo Teocoli
- Loredana Bertè
- Compagnia di balletto dell'Armata Rossa
- Patti Smith
- Subsonica

### Quarta puntata
- Franco Battiato
- Riccardo Cocciante
- Eurythmics
- Sabina Guzzanti
- Alda Merini
- Gianni Minà
- Gianna Nannini
- Negramaro
- Carlos Santana
- Teo Teocoli

## Ascolti
| Puntata | Messa in onda    | Telespettatori | Share  | Fonte |
| ------- | ---------------- | -------------- | ------ | ----- |
| 1       | 20 ottobre 2005  | 11.649.000     | 47,19% | [ 4 ] |
| 2       | 27 ottobre 2005  | 12.544.000     | 49,42% |       |
| 3       | 3 novembre 2005  | 10.201.000     | 43,04% |       |
| 4       | 10 novembre 2005 | 10.504.000     | 46,40% | [ 5 ] |
| Media   | Media            | 11.250.000     | 46,51% |       |

Il picco di ascolti si è avuto nella seconda puntata, con l'ospitata di Roberto Benigni: 15.625.000 spettatori e il 60,67% di share, alle ore 22:50. Lo share massimo è stato raggiunto durante l'esibizione di Celentano con Eros Ramazzotti sulle note di Il ragazzo della via Gluck, sempre nella seconda puntata, con il 69,67%. Tra le 23:15 e 23:40 della seconda puntata, lo share del programma è sempre stato superiore al 65%, ed anche gli spot pubblicitari hanno ottenuto una media del 40%..

## Curiosità
- Come rivelato dal quotidiano La Repubblica, Celentano è l'ideatore, autore, direttore artistico, regista, conduttore, interprete principale, nonché ideatore e curatore del montaggio della replica su Rai Extra[6]. Per la realizzazione della trasmissione, la Rai avrebbe pagato a Celentano un compenso di 1.400.000 euro complessivi, pari a 350.000 euro per ogni puntata dello show.[7]
- Celentano invitò Enzo Biagi[8], Beppe Grillo[9] e Daniele Luttazzi[10] a prendere parte alla prima puntata, ma per divergenze con la Rai declinarono l'invito a comparire in trasmissione.